# Bulbonaricus
Bulbonaricus is een geslacht van straalvinnige vissen uit de familie van zeenaalden en zeepaardjes (Syngnathidae). Het geslacht is voor het eerst wetenschappelijk beschreven in 1953 door Herald in Schultz, Herald, Lachner, Welander & Woods.

## Soorten
- Bulbonaricus brauni (Dawson & Allen, 1978)
- Bulbonaricus brucei Dawson, 1984
- Bulbonaricus davaoensis (Herald, 1953)